# Певачица (ТВ серија)
Певачица је српска телевизијска серија коју су створили Предраг Антонијевић и Наташа Дракулић за Суперстар. Премијено се приказује од 11. септембра 2021. године. Пре премијере, серија је обновљена за другу сезону.

## Радња
Млада музичка звезда у успону, Ивана Лазић, након победе на музичком такмичењу Суперглас добија све о чему је икад сањала — живот у великом граду, славу, популарност, бројне наступе, путовања, а и љубав најпознатијег музичког композитора и продуцента у земљи Владе Видака.
Међутим, док се труди да заборави свој претходни живот и све оно из чега је потекла, почиње да јој се дешава низ мистериозних ствари које ће се завршити њеним убиством. Тражећи рационалне одговоре, приватни детектив Бојан који поред полиције ради на расветљавању овог случаја и у својој истрази се суочава са ирационалним што дуго неће моћи да разуме.

## Улоге

### Главне
- Милица Павловић као Ивана Лазић (сезона 1)
- Јелена Мур као Емилија Младеновић
- Милош Тимотијевић као Влада Видак/Влада крчмар
- Игор Ђорђевић као инспектор Раде Иванчевић
- Златан Видовић као Бојан Ћупић
- Никола Ракочевић као Марко Јовић (сезона 1)
- Борис Комненић као Веља (сезона 1)
- Наташа Нинковић као гатара Влајна Ћупић
- Изудин Бајровић као Црни Маг Ћупић
- Петар Зекавица као Бели Маг (сезона 1)
- Бранка Пујић као Вера Лазић
- Љиљана Стјепановић као Душанка (сезона 1)
- Милош Петровић Тројпец као полицајац Андрић (сезона 1)
- Миодраг Драгичевић као Димитрије
- Амар Ћоровић као Борко (сезона 1)
- Николина Фригановић као Марија Савић "Маца" (сезона 1)
- Жељко Еркић као Паја (сезона 1)
- Јована Стипић као Оливера Видак/крчмарица Оливера
- Јана Бјелица као Маја Ћупић/крчмарица Маја
- Милица Тодоровић као Даша (сезона 2)
- Вук Костић као нумеролог Вања Исаковић (сезона 2)
- Марко Јанкетић као Локић "Локи" (сезона 2)
- Страхиња Блажић као инспектор Пекић (сезона 2)
- Исидора Минић као Анђелка Младеновић (главни: сезона 2; епизодни: сезона 1)
- Татјана Кецман као видовњакиња (главни: сезона 2; епизодни: сезона 1)
- Богдан Богдановић као Јелке (главни: сезона 2; епизодни: сезона 1)
- Никола Пејаковић Коља као Драгоје/човек с' псом (сезона 2)

### Споредне
| Глумац                   | Улога                                   |
| ------------------------ | --------------------------------------- |
| Дара Џокић               | Милена                                  |
| Оливера Викторовић       | Роса                                    |
| Дејан Дедић              | Данило                                  |
| Богдан Богдановић        | Јелке                                   |
| Зорана Бечић Ђорђевић    | пророчица Божидарка Стојановић "Божана" |
| Ана Томић                | Сања                                    |
| Славиша Чуровић          | инспектор                               |
| Владимир Јоцовић         | фотограф                                |
| Oгњен Амиџић             | као Огњен Амиџић                        |
| Душан Радојичић          | Бранислав Димић "Бане"                  |
| Филип Куч                | Јован                                   |
| Хелена Буцало            | Емилија девојчица                       |
| Дејан Тончић             | Жељко                                   |
| Радомир Николић          | продуцент                               |
| Вања Јовановић           | Оливерина рођака                        |
| Бранко Јеринић           | Јанко поп                               |
| Владан Дујовић           | форензичар Милошевић                    |
| Даница Максимовић        | Веца стилисткиња                        |
| Ања Мит                  | Ана                                     |
| Ненад Хераковић          | Шваба                                   |
| Александар Ђурица        | Стево                                   |
| Игор Боројевић           | Жељко                                   |
| Јаков Јевтовић           | Саша Елкић Ђорђо                        |
| Маја Колунџија           | чистачица                               |
| Владимир Максимовић      | конобар                                 |
| Матеја Поповић           | полицајац                               |
| Слободан Тешић           | Обрен                                   |
| Драгана Радојевић        | Миља                                    |
| Новак Радуловић          | комшија                                 |
| Мелита Бихали            | старица                                 |
| Добрила Ћирковић         | старица                                 |
| Дејан Стојаковић         | келнер                                  |
| Стефан Јевтовић          | гост                                    |
| Милош Кодемо             | таксиста                                |
| Ивана Панзаловић         | водитељка                               |
| Станислава Јефтић Прокић | Владина сестра                          |
| Ивица Трбара             | Иванин комшија                          |
| Ања Ковач                | Иванина комшиница                       |
| Бојана Ђурашковић        | фризерка                                |
| Саша Ђурашевић           | медицинар                               |
| Миљана Кравић            | медицинска сестра                       |
| Дејан Петошевић          | полицајац                               |
| Ненад Петровић           | музички продуцент                       |
| Тоња Гаћина              | Мајина другарица                        |
| Небојша Шурлан           | доктор                                  |
| Јана Окиљ                | девојка                                 |
| Коста Јовић              | Вучур                                   |
| Никола Марковић          | полицајац у Неготину                    |
| Јована Голубовић         | конобарица                              |
| Невена Илић              | медицинска сестра                       |

## Епизоде
| Сезона | Сезона | Епизоде | Епизоде | Оригинално емитовање | Оригинално емитовање |
| Сезона | Сезона | Епизоде | Епизоде | Премијера            | Финале               |
| ------ | ------ | ------- | ------- | -------------------- | -------------------- |
|        | 1.     | 12      | 12      | 11. септембар 2021.  | 16. октобар 2021.    |
|        | 2.     | 12      | 12      | 19. децембар 2023.   | 3. јануар 2024.      |